# Brachytemnus porcatus
Brachytemnus porcatus är en skalbaggsart som först beskrevs av Ernst Friedrich Germar 1824.  Brachytemnus porcatus ingår i släktet Brachytemnus, och familjen vivlar. Enligt den svenska rödlistan är arten nära hotad i Sverige. Arten förekommer i Götaland och Öland samt tillfälligtvis även i Nedre Norrland och Övre Norrland. Artens livsmiljö är skogslandskap.